# الدستور المؤقت (جنوب إفريقيا)
كان الدستور المؤقت هو القانون الأساسي لجنوب أفريقيا من أول انتخابات عامة غير عرقية في 27 أبريل 1994 إلى أن حل محله الدستور النهائي في 4 فبراير 1997. وكدستور انتقالي، تطلب الأمر من البرلمان المُنتخب حديثاً أن يعمل أيضاً كتجمع تأسيسي لاعتماد الدستور النهائي. وقد نص على إعادة هيكلة كبرى للحكومة نتيجة لإلغاء نظام الفصل العنصري. كما أدخل وثيقة حقوق راسخة يمكن من خلالها اختبار التشريع وإجراءات الحكومة، وإنشاء المحكمة الدستورية بصلاحيات واسعة للمُراجعة القضائية.

## وصلات خارجية
- Text of the 1993 Constitution at South African Government Information